# Rio Chichirău
O Rio Chichirău é um afluente do rio Buzău, localizado no distrito de Covasna, Romênia.